# 國際象棋變體

金斯基六角國際象棋在1936年由波蘭人金斯基（Władysław Gliński）所開創的國際象棋變體，流行於東歐據稱有50多萬人在使用。此變體是2000多個已發表的國際象棋變體之一。

国际象棋变体是指与国际象棋有关的棋類遊戲，它們源于国际象棋，或受其启发。国际象棋变体在许多不同方面都与国际象棋不同。

## 與初始排列有關的變體
- 菲舍爾任意制象棋
- 卡帕布蘭卡任意制象棋

## 與棋種變化有關的變體
- 洛斯阿拉莫斯象棋
- 小象棋（英语：Minichess）
- 六兵棋（英语：Hexapawn）
- 棋組制象棋
- 極相棋
- 西洋大象棋
- 卡帕布蘭卡象棋
- 卡帕布蘭卡任意制象棋
- 歐梅加象棋
- 土耳其大象棋
- 西班牙大象棋
- 牛羚象棋
- 蒙古象棋
- 蒙古大象棋
- 大君棋
- 鄧薩尼象棋
- 龍棋
- 愛國者象棋
- 違和象棋
- 三维國際象棋
- 5D国际象棋

## 與走子/吃子規則有關的變體
- 雙狂象棋
- 四狂象棋
- 人質象棋（英语：Hostage chess）
- 蜻蜓棋
- 核象棋
- 蒙眼棋
- 西洋軍象棋
- 西洋暗象棋（英语：Dark chess）
- 擲骰制象棋
- 安德納赫象棋
- 小王棋
- 闖王棋
- 混戰棋
- 亞馬遜棋
- 柴郡貓象棋
- 跨區象棋
- 自殺象棋
- 重生象棋
- 依恃象棋

## 與棋盤形狀有關的變體
- 圓柱型象棋
- 環狀象棋
- 球王棋
- 雙國際象棋（英语：Double chess）
- 無限國際象棋（英语：Infinite chess）
- 愛麗絲象棋
- 三维國際象棋
- 5D国际象棋
- 龍棋
- 六角國際象棋
- 菱形國際象棋
- 磚形國際象棋

## 與參與人數有關的變體
- 三人國際象棋
- 四人國際象棋（英语：Four-player chess）
- 四狂象棋
- 堡壘象棋
- 夸特羅象棋（英语：Quatrochess）

## 與著數有關的變體
- 馬賽象棋
- 五霸棋
- 阿瓦蘭克象棋（英语：Avalanche chess）
- 功夫象棋（英语：Kung-Fu Chess）
- 進步象棋（英语：Progressive chess）

## 歷史上的變體
- 波斯象棋
- 帖木兒象棋

## 延伸閱讀
- Murali, A V. . Leadstart Publishing Pvt. Ltd. 2011. ISBN 978-93-8111-574-9.
- Schmittberger, R. Wayne. . John Wiley & Sons Inc. 1992. ISBN 978-0471536215.

將棋
- Leggett, Trevor. . Tuttle Publishing. 2009. ISBN 978-4-8053-1036-6.
- Teruichi, Aono. . Ishi Press. 2009. ISBN 978-4-87187-999-6.

象棋
- Liu, Alex. . Foreign Languages Press. 2005. ISBN 978-7-119-04208-4.
- Sloan, Sam. . Ishi Press. 2006. ISBN 978-0-923891-11-4.

其它
- Juhnke, Fritz. . Flying Camel Publications. 2009. ISBN 978-0-9824274-0-8.
- Schmittberger, R. Wayne. . Wiley. 1992.
- von Zimmerman, Georg, ed. . Books on Demand GmbH. 2006. ISBN 3-8334-6811-4.
- Zorzos, Gregory. . CreateSpace. 2009. ISBN 978-1-4421-2636-7.

## 外部連結
- 國際象棋變體的免費軟體（页面存档备份，存于）
- 國際象棋變體的免費軟體 （页面存档备份，存于）
- 象棋變體網（页面存档备份，存于）
- British Chess Variant Society
- 古象棋歷史站 （页面存档备份，存于）
- The Chess Family - History and Useful Information （页面存档备份，存于）
- British Chess Variants Society （页面存档备份，存于） (archive)
- Chess Variant Applets （页面存档备份，存于） Java Applets, which allow playing many chess variants against computer
- The Chess Variants wiki（页面存档备份，存于）
- Comparison of Material Power in Variant Chess Games[永久]
- Steffan O'Sullivan. . Panix.com. 21 June 2000  [25 August 2012]. （原始内容存档于2016-01-18）.
- . The Chess Variant Pages.   [25 August 2012]. （原始内容存档于2015-09-18）.
- Variety and history of Chess in ancient world（页面存档备份，存于）